# Zacharias Lillienstrahl
Zacharias Lillienstrahl (ibland stavat Zakarias, och Lilljenstrahl, Lilljenstråhle, med flera stavningar), innan faderns adlande Zacharias Hult, född 25 april 1655, död 14 oktober 1696, var en svensk professor och universitetsbibliotekarie.

## Biografi
Lillienstrahl var son till häradshövdingen över Norra och Södra Vedbo samt Vista härader Johan Håkansson Hult, som adlades Lillienstrahl 1693. Efter studier vid Rostocks universitet, där han skrevs in 1681, och andra tyska lärosäten blev Zacharias student vid Lunds universitet 1683. Vid detta lärosäte blev han filosofie adjunkt 1684 och universitetsbibliotekarie samma år, innan han utnämndes till extra ordinarie professor 1689. Han var Smålands nations kurator 1685-1690.
Lillienstrahl var gift med Sara Tollsten, dotter till Lunds borgmästare Per Tollsten den äldre. Både Zacharias och hans hustru var svåger respektive svägerska till Olof Cavallius, då denne i sitt första äktenskap var gift med Lillienstrahls syster Anna och i det andra gifte om sig med Sara Tollstens syster Katarina Kristina.